# Francine Lefebvre
Pour les articles homonymes, voir Lefebvre.
Francine Lefebvre, née Nicolas le 15 mars 1908 à Saint-Étienne-des-Oullières (Rhône), morte le 21 novembre 1979 à Villefranche-sur-Saône (Rhône) est une femme politique française.

## Biographie
Ouvrière dans l'industrie du chocolat, elle milite au Comité de Libération du 3e arrondissement de la Seine et au sein du MRP dont elle est membre du Bureau de la fédération de la Seine et de la Commission exécutive nationale. Elle représente l'aile gauche du parti. 
Francine Lefebvre est élu députée dans la 3e circonscription de la Seine, à la première Assemblée nationale constituante, troisième sur la liste du MRP derrière Marc Sangnier et Paul Verneyras, aux élections du 21 octobre 1945. Elle sera réélue en juin et novembre 1946, en 1951 et en 1956. 
Elle compte parmi les premières femmes députées de l'histoire française. 
Opposée à l'investiture du général de Gaulle, elle sera battue lors des législatives de 1958 dans la 10e circonscription de la Seine, premier vote au scrutin majoritaire. Échouant aux législatives de 1962 (dans la 9e circonscription, face à André Fanton) et à celles de 1967 (2e circonscription de Paris, face à Jacques Dominati), elle abandonne alors toute activité politique.

## Source
- Fiche biographique sur le site de l'Assemblée nationale